# Maximilian Welzmüller
Maximilian Welzmüller (* 10. Januar 1990 in München) ist ein ehemaliger deutscher Fußballspieler. Der defensive Mittelfeldspieler spielte bis zum Sommer 2024 für die SpVgg Unterhaching, war aber auch in der 2. Bundesliga aktiv.

## Karriere
In seiner Jugend spielte Welzmüller beim SV Inning, beim SC Fürstenfeldbruck und beim TSV 1860 München. Im Jahr 2009 ging er zum Zweitligisten FSV Frankfurt und spielte dort in der zweiten Mannschaft in der fünftklassigen Hessenliga. Mit fünf Toren in 33 Spielen trug er dort zur Meisterschaft und dem damit verbundenen Aufstieg in die Regionalliga Süd bei. 2010 ging er zur SpVgg Greuther Fürth. Dort spielte er zwei Jahre lang in der zweiten Mannschaft. Im Sommer 2012 wechselte er zur SpVgg Unterhaching, bei der er für zwei Jahre unterschrieb. Bei dem Drittligisten wurde er Stammspieler und in seinem zweiten Jahr zum Mannschaftskapitän ernannt. Zur Saison 2014/15 verpflichtete ihn der Zweitligist VfR Aalen, bei dem Welzmüller ebenfalls einen Zweijahresvertrag unterzeichnete.
Nach vier Jahren in Aalen kam der Verein dem Wunsch Welzmüllers nach, seinen Lebensmittelpunkt wieder nach München zu verlegen, und der Vertrag wurde aufgelöst. Welzmüller wechselte in die viertklassige Regionalliga Bayern zur zweiten Mannschaft des FC Bayern München und unterschrieb dort einen Dreijahresvertrag, dessen Laufzeit um ein Jahr verlängert wurde. Mit seinem letzten Pflichtspiel für die Bayern am 20. Mai 2022 beim 3:3 beim 1. FC Nürnberg II verließ er diese, um sich einer neuen Herausforderung zu stellen.
Zur Saison 2022/23 kehrte Welzmüller zur SpVgg Unterhaching zurück, für die er bereits von 2012 bis 2014 gespielt hatte. Dort spielte er mit seinem Bruder Josef zusammen. Gemeinsam beendeten sie ihre Karriere im Sommer 2024.

## Erfolge
- Meister der 3. Liga: 2020
- Aufstieg in die 3. Liga: 2019, 2023
- Meister der Regionalliga Bayern: 2019, 2023

## Sonstiges
Maximilian Welzmüller ist Drilling. Seine Brüder Josef (SpVgg Unterhaching) und Lukas (SV Inning) spielen ebenfalls Fußball.